# Независима партия на дребни стопани
Създадена е през 1908 г. като земеделска партия.
Реорганизирана е няколко пъти: през 1930, 1956 и 1988 г. След парламентарните избори през 2002 г. на практика се разпада, появяват се десетина враждуващи помежду си фракции и няма съдебно регистрирано ръководство.

## Резултати от парламентарни избори
| година | процент гласове | спечелени мандати | получени гласове | статус                    |
| ------ | --------------- | ----------------- | ---------------- | ------------------------- |
| 1920   | 51,40 %         | ?                 | ?                | управляваща партия        |
| 1931   | %               | 10                | ?                | парламентарна опозиция    |
| 1935   | %               | 24                | ?                | парламентарна опозиция    |
| 1939   | 15,53 %         | 14                | 340 483          | парламентарна опозиция    |
| 1945   | 57,03 %         | 245               | 2 697 262        | управляваща партия        |
| 1947   | 15,34 %         | 68                | 766 000          | управляваща партия        |
| 1990   | 11,74 %         | 44                | 576 256          | управляваща партия        |
| 1994   | 7,82 %          | 26                | 425 482          | парламентарна опозиция    |
| 1998   | 13,78 %         | 48                | 617 740          | управляваща партия        |
| 2002   | 0,75 %          | 0                 | 42 338           | извънпарламентарна партия |
| 2006   | 0,00 %          | 0                 | 838              | извънпарламентарна партия |